# Denis Grgić
Denis Grgić (* 19. September 1991 in Nürtingen) ist ein deutsch-kroatischer Fußballtorwart.

## Karriere
Denis Grgić spielte für die Jugendmannschaften des VfL Kirchheim/Teck, der Stuttgarter Kickers und des Karlsruher SC. Über den 1. FC Normannia Gmünd wechselte 2010 zum kroatischen Erstligisten NK Karlovac. Bereits im Winter kehrte er jedoch nach Deutschland zurück und es folgten mehrere Stationen im Amateurbereich. 2013 wechselte der Torhüter ein zweites Mal ins Ausland, dieses Mal zum luxemburgischen Klub FC RM Hamm Benfica. Doch auch hier kehrte Grgić nach einem halben Jahr in der 2. Mannschaft wieder nach Deutschland zurück. Im Mai 2015 gewann er mit dem SSV Reutlingen den WFV-Pokal und kam im folgenden DFB-Pokal in der 1. Runde gegen den Karlsruher SC (3:1) zum Einsatz. Seine dritte internationale Station folgte 2017 in Bulgarien, als Krassimir Balakow den Keeper zum Erstligisten SFK Etar Weliko Tarnowo holte. Dort absolvierte Grgić zwei Partien in der A Grupa und drei in der folgenden Relegatonsgruppe. Seit dem Sommer 2018 spielte der gebürtige Nürtinger wieder unterklassig in Deutschland, zuletzt bis zum Sommer 2024 beim Donzdorfer JC in der Landesliga Württemberg.

## Erfolge
- WFV-Pokalsieger: 2015